# Eino Seppälä
Eino Seppälä (* 11. November 1896 in Virolahti; † 4. April 1968 in Imatra) war ein finnischer Langstreckenläufer.
Bei den Olympischen Spielen 1924 in Paris wurde er Fünfter über 5000 Meter. Obwohl er im Mannschaftslauf über 3000 Meter nicht das Ziel erreichte, wurde er wie die anderen Mitglieder des siegreichen finnischen Teams mit der Goldmedaille ausgezeichnet.
Seine persönliche Bestzeit über 5000 Meter stellte er mit 15:10,5 min am 24. Mai 1928 in Helsinki auf.